# Associação Portuguesa de Surdos
A Associação Portuguesa de Surdos (APS) é uma Instituição Particular de Solidariedade Social, sem fins lucrativos, que visa o apoio, a nível nacional, de pessoas surdas. Foi fundada em 1958 por João dos Santos e Madalena Pires. Mais do que sua atuação social, a associação tem engajamento político histórico, como quando se opôs, junto de outras instituições similares, ao decreto lei n.º 520/71 do então presidente Américo Tomás (1958–1974). Em 15 de abril de 1999, em parceria com o governo português e a RTP, conseguiu introduzir o SDH (sistema de sincronização de legendas para surdos) na televisão portuguesa.
A 8 de fevereiro de 2024, foi agraciada com o grau de Membro-Honorário da Ordem do Mérito.